# ゴチャ・まぜっ!水曜日 (2011年から2014年まで)
ゴチャ・まぜっ!水曜日（ごちゃまぜすいようび）は、MBSラジオ（旧・毎日放送ラジオ）で放送されていたラジオ番組。
本項では2011年から2014年にかけて放送された内容について記載する。他の時期に放送された内容についてはゴチャ・まぜっ!水曜日 (2005年から2009年まで)を参照のこと。
2005年から2009年にかけて木曜深夜に放送されていた『ゴチャ・まぜっ!木曜日』、2009年から2011年にかけて土曜・日曜深夜に放送されていた『またまたゴチャ・まぜっ!』（『また×2ゴチャ・まぜっ!』）についても記載する。2006年10月から2009年1月まで『木曜日』で放送されていたミニコーナーの出演者及び内容ついては、ゴチャ・まぜっ!のミニコーナーを参照のこと。

## 概要
本項目を含め放送日などはあくまで暦日で表記しているため、注意のこと。
2005年秋に帯番組としてスタートしたラジオ番組『ゴチャ・まぜっ!』の木曜日である『ゴチャ・まぜっ!木曜日』として、2005年10月7日に番組スタート。
出演者には、2005年9月まで同局で放送されていた『ゴーゴーモンキーズ木曜日』を担当していたケンドーコバヤシと友近に新メンバーを加える形で、番組スタイルやコーナーも『ゴーゴーモンキーズ』時代のものを引き継いでの放送スタートとなった。
2008年春の番組改編でコバヤシを除くメンバーが他曜日に移動することとなり、翌週の放送から番組内容は大幅にリニューアルされた。現在の放送で過去の放送を振り返る際には、このリニューアル後の内容から触れられている。
2009年春の番組改編で『ゴチャ・まぜっ!』が帯番組から土曜深夜の時間帯に集中して放送されるスタイルに変更されるに伴い、『ゴチャ・まぜっ!木曜日』も4月3日をもって終了。出演者のコバヤシ、宮川大輔、西川貴教、SUNAOの4人は、2009年4月12日からスタートとなった『またまたゴチャ・まぜっ! 』に引き続き出演することとなり、番組内容も引き継がれた。
2010年秋の番組改編で次時間帯で『また×3ゴチャ・まぜっ!』がスタートするのに伴い、公式サイトと新聞ラジオ欄では『また×2ゴチャ・まぜっ!』と表記されるようになった。
2011年10月27日の放送より、放送曜日が毎週水曜日に変更、タイトルも『ゴチャ・まぜっ!水曜日』となった。
2014年3月には『ゴチャ・まぜっ!』が全曜日終了することとなり、3月26日に最終回を迎えた。4月以降、メインパーソナリティであるケンドーコバヤシと西川貴教は『アッパレやってまーす!』に出演する。

## 放送時間
ゴチャ・まぜっ!水曜日
- 2011年10月27日 - 2014年3月27日:木曜日1時00分 - 2時00分（水曜深夜）

また×2ゴチャ・まぜっ!
- 2010年10月11日 - 2011年10月24日:月曜日0時00分 - 1時00分（月曜深夜）

またまたゴチャ・まぜっ!
- 2010年4月12日 - 2010年10月4日:月曜日0時30分 - 1時30分（日曜深夜）
- 2009年4月12日 - 2010年4月4日:日曜日0時20分 - 1時10分（土曜深夜）

ゴチャ・まぜっ!木曜日
- 2006年4月7日 - 2009年4月3日:金曜日0時00分 - 1時00分（木曜深夜）
- 2005年10月7日 - 2006年3月31日金曜日1時00分 - 2時00分

## 出演者

### 最終回時点の出演者
- ケンドーコバヤシ
- 野性爆弾（川島邦裕・ロッシー）
- 西川貴教（abingdon boys school）
- SUNAO（abingdon boys school）
- 清水富美加
- 藤江れいな（AKB48）

### ゴチャ・まぜっ! 木曜日
| 放送期間              | 放送期間      | 出演者           | 出演者   | 出演者                                 | 出演者                              | 出演者                              | 出演者                              |
| --------------------- | ------------- | ---------------- | -------- | -------------------------------------- | ----------------------------------- | ----------------------------------- | ----------------------------------- |
| 2005年10月7日         | 2006年4月7日  | ケンドーコバヤシ | 友近     | 大久保麻梨子                           | JAM(奥田順子・春名亜美・村上実沙子) | JAM(奥田順子・春名亜美・村上実沙子) | JAM(奥田順子・春名亜美・村上実沙子) |
| 2006年4月14日         | 2006年10月6日 | ケンドーコバヤシ | 友近     | 大久保麻梨子                           | 植村花菜                            |                                     |                                     |
| 2006年10月13日        | 2007年4月6日  | ケンドーコバヤシ | 友近     |                                        | 植村花菜                            | SANTOS ANNA (BON-BON BLANCO)        |                                     |
| 2007年4月13日         | 2008年4月11日 | ケンドーコバヤシ | 友近     |                                        | 海川ひとみ                          | SANTOS ANNA (BON-BON BLANCO)        |                                     |
| 2008年4月18日         | 2008年10月3日 | ケンドーコバヤシ | 宮川大輔 | 西川貴教・SUNAO (abingdon boys school) | 青島あきな                          |                                     |                                     |
| 2008年10月10日        | 2009年1月30日 | ケンドーコバヤシ | 宮川大輔 | 西川貴教・SUNAO (abingdon boys school) | 青島あきな                          | 上原美優                            |                                     |
| 2009年2月6日          | 2009年3月27日 | ケンドーコバヤシ | 宮川大輔 | 西川貴教・SUNAO (abingdon boys school) | 青島あきな                          | 上原美優                            | 木村卓寛 (天津)                     |
| 2009年4月3日・4月12日 |               | ケンドーコバヤシ | 宮川大輔 | 西川貴教・SUNAO (abingdon boys school) | 青島あきな                          | 上原美優                            |                                     |

### またまたゴチャ・まぜっ!(また×2ゴチャ・まぜっ!)
| 放送期間       | 放送期間       | 出演者           | 出演者                        | 出演者                                  | 出演者   | 出演者     | 出演者     |
| -------------- | -------------- | ---------------- | ----------------------------- | --------------------------------------- | -------- | ---------- | ---------- |
| 2009年4月19日  | 2009年11月8日  | ケンドーコバヤシ | 宮川大輔                      | 西川貴教 ・SUNAO (abingdon boys school) | 佐藤仁美 | 千代田唯   |            |
| 2009年11月15日 | 2009年12月27日 | ケンドーコバヤシ | 宮川大輔                      | 西川貴教 ・SUNAO (abingdon boys school) | 西川史子 | 中島亜希子 |            |
| 2010年1月3日   | 2010年4月12日  | ケンドーコバヤシ | 宮川大輔                      | 西川貴教 ・SUNAO (abingdon boys school) | 西川史子 | 中島亜希子 | 小池康壽   |
| 2010年4月19日  | 2010年6月28日  | ケンドーコバヤシ | 宮川大輔                      | 西川貴教 ・SUNAO (abingdon boys school) | 西田麻衣 |            | 小池康壽   |
| 2010年7月12日  | 2010年10月11日 | ケンドーコバヤシ | 宮川大輔                      | 西川貴教 ・SUNAO (abingdon boys school) | 西田麻衣 | 北川弘美   |            |
| 2010年10月18日 | 2010年11月8日  | ケンドーコバヤシ |                               | 西川貴教 ・SUNAO (abingdon boys school) |          | 北川弘美   | 松山メアリ |
| 2010年11月15日 | 2011年10月17日 | ケンドーコバヤシ | 野性爆弾 (川島邦裕・ロッシー) | 西川貴教 ・SUNAO (abingdon boys school) |          | 北川弘美   | 松山メアリ |

### ゴチャ・まぜっ!水曜日
| 放送期間                   | 放送期間                   | 出演者           | 出演者                                  | 出演者                        | 出演者     | 出演者             |
| -------------------------- | -------------------------- | ---------------- | --------------------------------------- | ----------------------------- | ---------- | ------------------ |
| 2011年10月27日             | 2012年4月11日              | ケンドーコバヤシ | 西川貴教 ・SUNAO (abingdon boys school) | 野性爆弾 (川島邦裕・ロッシー) | 笛木優子   | 宮崎美穂 (AKB48)   |
| 2012年4月18日              | 2013年4月18日 (前半パート) | ケンドーコバヤシ | 西川貴教 ・SUNAO (abingdon boys school) | 野性爆弾 (川島邦裕・ロッシー) | 笛木優子   | 奥仲麻琴 (PASSPO☆) |
| 2013年4月18日 (後半パート) | 2014年3月27日              | ケンドーコバヤシ | 西川貴教 ・SUNAO (abingdon boys school) | 野性爆弾 (川島邦裕・ロッシー) | 清水富美加 | 藤江れいな (AKB48) |

## コーナー

### 最終クールでのコーナー
ゴチャ・まぜっ!で喋れ! ← ゴチャ・まぜっ!で喋って
リスナーからトークテーマを募集し、女性出演者がくじ引き形式で選んでのトークコーナー。
『ゴーゴーモンキーズ』の「これでしゃべって」を引き継いだコーナー。『木曜日』がリニューアルされるに伴い、前者のタイトルに改題された。
セクシー監督井筒コバ幸← SとM Wars ← タイガーみゃおスク ← 渡る世間はSとMばかり ← プロジェクトSとM ← 引き続きSとMのサンバ ← SとMのサンバ ← 叱ってあ・げ・る
一見なんでもないが聞きようによってはエッチな内容にも取れる文章を募集し、男性出演者がタイトルから選んで女性出演者に読み上げてもらうコーナー。
『木曜日』では「叱ってあ・げ・る」というタイトルで、ケンドーコバヤシの性癖に合わせ、 S 的な文章だけを募集していた。『木曜日』の出演者がリニューアルされるに伴い一旦終了となったが、『もっとも』開始に伴い、「SとMのサンバ」というタイトルで復活。宮川や西川貴教の性癖に合わせて M 的な文章も募集するようになり、女性出演者が変更されるたびに改題されている。
お題の中にはSUNAOや石割ディレクター（事前収録）が男性出演陣に向けて読み上げるものも含まれている。これらは女性リスナー向けという理由で西川に向けてのSUNAOのお題が用意されたのが始まりだったのだが、その後はハズレ扱いとなっている。石割ディレクターのお題はSUNAO欠席時に宮川に向けて読み上げる形式で代役を担当し、SUNAO復帰後も残留。一時期は無くなっていたが野性爆弾が加入すると、川島に向けて読み上げる形式で復活したが、2013年4月以降はふたたび無くなっている。
当初は文章はその内容がSかMによって、各女性出演者に振り分けられていた。「プロジェクトSとM」で女性出演者が西田麻衣のみになると、SとMの演技レッスンという理由でSとMの振り分けが無くなり、北川弘美レギュラー加入後も、講師という立場でSとMのセリフを読み上げるようになり、以後このスタイルが定着することになる。
- SとMのサンバ：S…佐藤仁美、M…千代田唯
- 引き続きSとMのサンバ：S…西川史子、M…中島亜希子

イナズマロックフェス201xへの道
(xは開催年度)
西川貴教主催の音楽イベント「イナズマロックフェス」に向けてのアイデアを募集するコーナー。2010年からイナズマロックフェス開催数か月前から開催直前まで毎年設けられている。前身の「史子先生結婚披露宴への道」とは違い、真面目な投稿とネタ投稿の両方が採用されている。2013年度には行われなかった。
憧れの○○さん
清水富美加があらゆる人をほめたおすコーナー、
ですよね、川島さん
SUNAOがハガキを読み上げ、川島に同意を求めるコーナー。
ですよね、SUNAOさん
ロッシーがハガキを読み上げ、SUNAOに同意を求めるコーナー。「川島さん」のコーナーと交互に行われる。
ロッシーの役に立たない話
ロッシーが一口豆知識を公開する、番組終了直前のコーナー。

### 過去のコーナー（またまた以降）
みゃおっていいとも!
宮崎美穂と、ロッシーやSUNAOがトークを行い、リスナーからの普通のお便りを読むミニコーナー。水曜日移動前の「メアリの部屋」のリニューアル版。2011年11月 -
おうち大好き、小池さん!
リスナーから間取りについての疑問を募集し、家相研究家・間取り研究家の小池康壽がアドバイスをしてくれるコーナー。
番組中でこのコーナー部分のみ、コーナースポンサーであるメガソフトの公式ホームページでネット配信されていた。
だんごの殻破り
「ちよだんご」こと千代田唯が人として一皮むけるためにさまざまな課題をクリアするコーナー。課題の成果を発表する回と、次週の課題を発表する回を隔週で交互に放送。
史子先生結婚披露宴への道
西川史子の結婚披露宴に出席したいリスナーを募集し、リスナーの「自分が何を出来るか」という内容を西川が気に入れば結婚披露宴に参加できるコーナー。結局ネタばかりで西川が気に入るリスナーは現れず、結婚披露宴が行われた2010年2月14日の放送で終了。
メアリの部屋
松山メアリと週代わりで他のレギュラーパーソナリティーが1対1でトークしていく。「ゴチャ･まぜっ!月曜日」のはるかの小部屋のスタイルを復活させた。2011年10月3日終了。
大好き北川弘美
北川弘美がどれだけ好きか松山メアリと比較して送るコーナー北川が気に入ればサインを送るが、メアリと比較しておっとているためネタコーナーになっている。2011年10月3日終了。
笛木優子のガバガバ王国のコーナー
びわ湖わんわん王国に代わる新たな王国名を募集し、笛木がびわ湖わんわん王国のCMソングにのせて読み上げる。笛木が笑ってしまった場合は奥仲も読み上げる。笛木卒業とともに終了したが、笛木がゲストに登場した際には復活する。
2012年5月10日 -
SUNAOさんを見ました
街角で見かけたSUNAOの様子を募集するネタコーナー。「がんばってるSUNAOさんを見かけました」と「不幸なSUNAOさんを見ました」が、番組エンディングに隔週で交互に行われる。ただしネタの傾向はほぼ同じ。
『木曜日』リニューアルに伴いスタートしたコーナーで、当初は単純にSUNAOの様子を募集するものだったが、不幸な様子を募集する「不幸なSUNAOさんを見ました」に改題。その後タイムマシーンで過去に行って見かけた中学時代の幸せなSUNAOの様子を募集する「幸せなSUNAOさんを見かけました」も並行して始まりその後「幸せなSUNAOさんを見かけました」に代わって「がんばってるSUNAOさんを見かけました」が始まった。
アナーキー・イン・ザ・ゴチャ水
清水富美加がギターをかき鳴らし、あらゆるものを罵倒するコーナー。

### 過去のコーナー（木曜日リニューアル後）
私が教えます！
各出演者の情報をそれぞれのファンから募集するコーナー。ただし、宮川のみ同音の大先輩である宮川大助（宮川大助・花子）の情報が送られてきてしまう。
期間限定企画・上原美優に「あきなっちゅ」以上にすばらしいニックネームをのコーナー
期間限定企画・青島にすばらしいニックネームをのコーナー
共に青島と上原のニックネームを募集するコーナー。青島は「あきなっちゅ」を正式採用したが、コバヤシからは媚びたと酷評された。上原はゲストで登場したtetsuの案である「みゅパン」が正式採用された。
天津木村の詩吟でBEGIN
本編エンディングの後に放送された、天津木村の担当するミニコーナー。天津木村がリスナーからの投稿や、「のらや」各店舗で募集した詩吟を吟じる。他のミニコーナーとは異なり、本編出演者もゲストとして引き続き出演する。

### 過去のコーナー（木曜日リニューアル前）
セブンのコーナー
女性セブンのような週刊誌に掲載されているゴシップ記事を募集するネタコーナー。ごくまれに実際に雑誌に書かれたことが読まれることもあった。
『ゴーゴーモンキーズ』の「アサ芸のコーナー」を引き継いだコーナー。
エンディング曲
番組収録前に友近が歌った曲がエンディングで流される。曲は毎週変更される。大久保レギュラー時には稀に大久保も担当することがあったが、その際に音痴であることがネタにされた。
『ゴーゴーモンキーズ』から引き継いだコーナー。
友近の心のコーナー ← 友近の肌のコーナー
友近の肌や心がどんなに荒れたり汚いかを例えるコーナー。番組エンディングに行われる。
『ゴーゴーモンキーズ』から引き継いだコーナーで、途中から前者のタイトルに改題。
麻梨子の部屋
女性出演陣（大久保・友近・JAM）のみでのトークコーナー。
ボイン暴食
リスナーから大久保のグラビア写真のアイデアを募集するコーナー。
ほんまにごめんね、マリコちゃん
「ボイン暴食」に代わる2006年9月15日から9月29日までのコーナー。大久保の写真集「ごめんね、マリコちゃん」の感想意見を紹介する。
第○回友近ビキニ写真撮影会への道
友近ビキニ撮影会に向けてのアイデアを募集するコーナー。
第1回は『ゴーゴーモンキーズ』時代に行われ、第2回は2006年11月20日に、第3回は2007年9月24日にそれぞれ行われた。
酒井家のしあわせ
友近出演の映画『酒井家のしあわせ』の感想を紹介するコーナー。実際は他の映画や共演者の出演番組の感想を紹介するネタコーナーになっている。
JAMのゴチャまぜランキング
JAMがリスナーからの送られたテーマを元にランキングを発表する。

## 話題

### JAMの出演形態について
番組開始当初に『木曜日』レギュラー出演していたJAMだが、実際には欠席することが多く、ほとんど出演しなかった。その理由は芸能活動以外の理由で、番組中でコバヤシと友近は欠席の理由を説明する際に「勤務」と称した。
その後JAMは『木曜日』レギュラーを降板し、『ゴチャ2月曜日』、『ゴチャ・まぜっ!木曜日』のミニコーナー、『イマドキッC日曜日』に出演。それらの番組は本番組と同様に石割ディレクターが手掛けていた。

### 収録スタジオについて
番組開始スタート当初は、メイン出演者のケンドーコバヤシと友近が主に関西で活動していたため、本番組のみは他曜日と異なり大阪のMBS本社スタジオで番組収録が行われていた。そのため、東京在住の大久保麻梨子、植村花菜、海川ひとみ、SANTOS ANNAは収録後大阪のホテルに宿泊する形式をとっていた。
その後、既に東京での活動も行っていた友近が2006年に東京事務所所属になり、コバヤシも2007年頃から東京での仕事が増加したため、2007年夏頃以降は、他曜日同様に東京スタジオで番組収録が行われるようになっていった。

### 2006年秋における番組リニューアル未遂
『ゴチャ・まぜっ! 木曜日』がリニューアルされた2008年春以前にも番組のリニューアルが告知されたことがあった。
それは『ゴチャ・まぜっ!火曜日』のリニューアルが行われた2006年秋のことで、木曜日もMBSラジオのホームページ上で次長課長・野中藍（当時火曜日レギュラー）・misono（当時金曜日レギュラー）という陣容が発表され、メンバー一新が発表されていた。しかし、その後ホームページは出演者未定に更新され、月曜日に移動が決まっていた大久保麻梨子に代わり、SANTOS ANNAを加えた形で続投が正式発表された。
木曜移動が立ち消えとなった野中は水曜日ミニコーナー枠に移動し、misonoは同時期に金曜日へのレギュラー出演が発表されていた時東ぁみに代わって金曜日に残留する事になった。misonoは改編後第1回の放送となった10月13日の放送で、6日放送分収録後に共演者への降板挨拶を済ませたが、その後に「次長課長のスケジュールの都合」で残留が決まったと語っている。ちなみに次長課長は2010年10月より『また×3ゴチャ・まぜっ!』に出演している。

### その他
- 2005年12月30日放送分は、同時刻にMBSテレビで生放送された『オールザッツ漫才』との連動企画で生放送。ケンドーコバヤシと友近が『オールザッツ漫才』出演のためスタジオから離れた後は、小籔千豊・山里亮太（南海キャンディーズ）・出渕誠（レイザーラモン）が『オールザッツ漫才』の合間を縫って出演した。
- 2007年1月には、陳麻屋（ちんまや）法善寺店とのコラボ企画で、コバヤシ考案の陳麻飯（麻婆丼）の激辛版を発売。他曜日にも差し入れられた。
- 2008年10月3日 - 2009年4月3日まで関東地区（TBSラジオ）でケンドーコバヤシがパーソナリティーの「木曜JUNK ZERO ケンドーコバヤシのテメオコ」が同じ曜日同じ時間帯で放送していた。ちなみにMBSラジオでもその日の午前3時から「木曜JUNK ZERO ケンドーコバヤシのテメオコ」が聞けた。
- 2009年2月6日、他曜日同様に1月で終了したミニコーナー枠が復活し、「手打草部うどん のらや」とのコラボ企画が行われた。出演者が「のらや」全店で発売される新メニューの名前を考え、来店した客による人気投票を行うもので、コバヤシ考案の「うち…うちこんなん初めてやし」が採用された。この新メニューは3月31日まで発売された。
- 2010年6月28日放送分のスペシャルウィークでは、リスナーの投稿から発展した「ワンツーフィニッシュは誰だ？！またゴチャ杯マリオカート対決」という企画でマリオカートWii大会を行った。優勝者（1位SUNAO、2位西川）の予想的中者の3名に、この優勝賞品用のためだけ！オンエアしない『またまたゴチャ・まぜっ！スペシャルラジオ』が録音され、プレゼントされた。
- 2011年1月3日放送分は、後番組の『また×3ゴチャ・まぜっ!』とのコラボ企画『お正月だよ！またまた・またまたまたゴチャ・まぜっ！ぶちぬき90分スペシャル！』がオンエアされた。
- 2011年3月14日と21日は、東北地方太平洋沖地震の影響で特別編成となり放送が休止された。27日には3月13日放送予定回を放送し、4月4日放送回は地震発生後に収録した内容を放送[25][出典無効]。
- 2011年10月24日放送分は『また×2ゴチャ・まぜっ!〜音楽大好き集まれヤンヤン!〜』と題して、イナズマロックフェス2011の全出演者をTKOがインタビューした様子を放送。

## スタッフ
- プロデューサー:神津梓
- ディレクター:石割聡（通称：石割D）
  - 放送作家:岸本尚久（通称：ベティー）
  - 放送作家 （木曜日リニューアル後、2011年末頃まで）:小林仁
  - 放送作家 （木曜日リニューアル前）：成田周平（通称:ナリータ）
- アシスタントディレクター：国貞（名前は不明、通称:国貞ちゃん）